# Maizar
Maizar és un petit poble de l'agència del Waziristan del Nord al Pakistan, Àrees Tribals d'Administració Federal, La seva notorietat és únicament deguda a un incident que es va produir el 10 de juny de 1897 quan un grup de tribals madda khels van atacar l'escorta de l'oficial polític prop de a muralla del poble. Es va enviar una expedició de càstig que va imposar als tribals una multa de deu mil rupies i nou mil més com a compensació per les propietat arrabassades en l'atac, i va obtenir també l'entrega de sis dels implicats.